# Гребенщик изящный
Гребенщи́к изя́щный, или Гребенщик стро́йный (лат. Tāmarix gracīlis) — кустарник; вид рода Гребенщик (Tamarix) семейства Тамарисковые (Tamaricaceae). Занесён в Красную книгу Украины.

## Ареал и среда обитания
Восточноевропейско-центральноазиатский дизъюнктивный вид. Отмечен в Северном Казахстане, Джунгарии и Монголии, на Украине; в России — на Нижнем Дону и Нижней Волге, в Ставропольском крае, Дагестане, на юге Западной Сибири. Предпочитает расти на солончаках, солонцеватых берегах озёр.

## Ботаническое описание
Кустарник высотой от 1 до 3 м, с буровато-каштановой корой.
Листья покрыты желёзками, сизовато-зелёные, на более толстых побегах 3,5—4 мм длиной, 1,5—2 мм шириной, сидячие, длинно заострённые, при основании широкояйцевидные, по спинке килеватые, на тонких побегах листья мельче, около 1 мм длиной, яйцевидно-ланцетные.
Цветки в недлинных, до 2 см боковых или верхушечных кистях. Прицветники от ланцетных до шиловидных, заострённые, в основании с горбиком, обычно короче цветоножек или равны им. Цветоножки 1—2 мм длинной, длиннее чашечки. Чашечка пятираздельная, доли её около 1 мм длиной, притупленные, по краю широкопленчатые. Лепестки в числе пяти, розовые, обратнояйцевидные, в два — три раза длиннее чашечки. Тычинок пять, почти равных лепесткам, с розово-фиолетовыми пыльниками, нитями, расширенными у основания и прикреплёнными к углам диска.
Плод — коробочка до 6 мм.

## Охрана
Занесён в Красную книгу Украины и в Красные книги следующих субъектов Российской Федерации: Новосибирская область, Ростовская область.